# Muzeum Ziemi Szprotawskiej
Muzeum Ziemi Szprotawskiej – muzeum regionalne w Szprotawie, ulokowane w zabytkowej Bramie Żagańskiej.

## O powstaniu muzeum
Inicjatywa powołania do życia szprotawskiego muzeum zrodziła się w 2002 roku przy organizowaniu się w mieście stowarzyszenia Towarzystwo Bory Dolnośląskie im. Klausa Haenscha. W zastępczym lokalu przy pl. Ewangelickim 1 (biuro PSL) od tego roku grzecznościowo gromadzono pierwsze eksponaty. Obsługiwano też pierwsze wycieczki i lekcje regionalne oraz interesantów. Przełomowe znaczenie miało przejęcie od gminy zabytkowego budynku Bramy Żagańskiej na jesieni 2003 roku. Przy zaangażowaniu Towarzystwa Bory Dolnośląskie oraz sympatyków, m.in. kółka historycznego z Gimnazjum nr 1 i kółka PTTK ze Szkoły Podstawowej nr 1, muzeum otwarto w dniu 18 czerwca 2004.

## Praca i zadania placówki
Pracownicy muzeum, wywodzący się z Towarzystwa Bory Dolnośląskie, obsługują placówkę społecznie. Z ramienia gminy w muzeum pracuje także opiekun. Muzeum Ziemi Szprotawskiej przyjęło od gminy zadania tj. ochronę i promocję gminnego dziedzictwa kulturowego, edukację regionalną i ekologiczną oraz promocję i informację turystyczną. W muzeum funkcjonują 4 działy: archiwaliów, archeologiczno-historyczny, przyrodniczy i turystyczny. Na przestrzeni pierwszych lat działalności, m.in. dzięki jej szerokiemu zakresowi, dużej aktywności i naciskowi na promocję, muzeum wpisało się w krajobraz kulturalny, turystyczny i topograficzny Szprotawy, będąc jednoznacznie kojarzone i przedmiotowo wykorzystywane przez szkoły, studentów i turystów. Muzeum szprotawskie jest jedyną tego typu placówką w całym regionie Borów Dolnośląskich. Od 2005 roku nosi imię dr. Felixa Matuszkiewicza (1885–1956), uznanego szprotawskiego historyka, badacza, publicysty i założyciela pierwszego w mieście muzeum (do 1945 r.). Muzeum Ziemi Szprotawskiej jest kontynuatorem tejże tradycji.

## Eksponaty i przedsięwzięcia

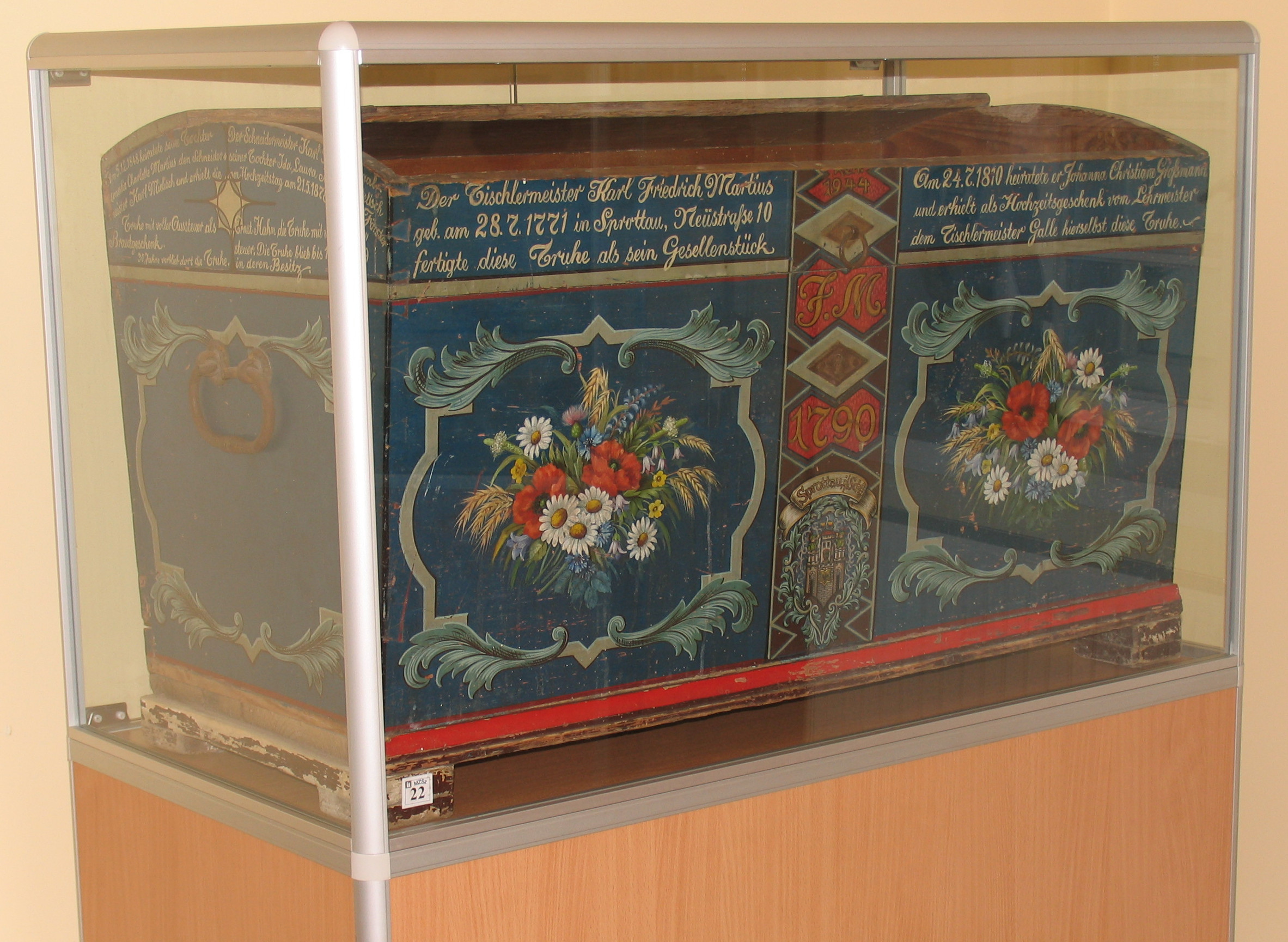
Kufer posagowy ze Szprotawy z XVIII wieku

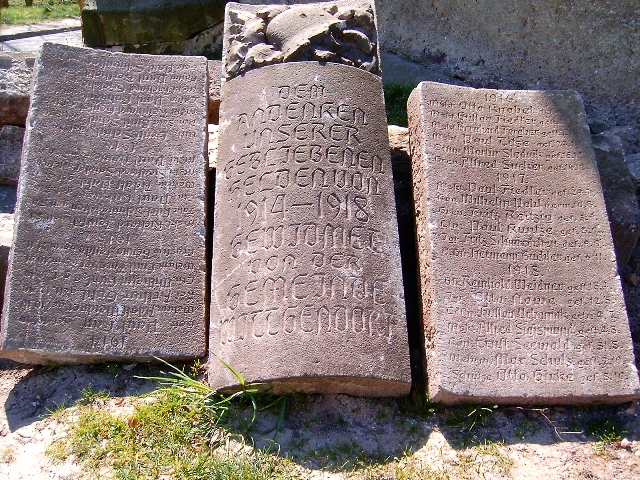
Pomniki w ekspozycji zewnętrznej

Do najcenniejszych eksponatów należy zaliczyć m.in.: tasak bojowy z XVI w. (kord ze Szprotawy), najstarszą kronikę miejską z XVIII w., kufer cechu szprotawskich stolarzy, pocisk kamienny z XV w., urny kultury łużyckiej. Muzeum współpracuje naukowo z podobnymi placówkami w regionie. Jest instytucją muzealną właściwą także dla gmin sąsiednich, tj. Przemkowa, Małomic i Niegosławic, wchodzących w skład dawnego powiatu szprotawskiego. 
W związku z pracami nad ustawą o usuwaniu pomników związanych z ustrojem komunistycznym, działacze Muzeum Ziemi Szprotawskiej podejmują działania mające zapobiec usuwaniu pomników powstałych zgodnie z historyczną prawdą.

### Programy badawcze
Efekty prac badawczych w ciągu istnienia Muzeum Ziemi Szprotawskiej są publikowane na łamach magazynu popularno-naukowego, a także w prasie i na stronie internetowej muzeum. Wybrane programy badawcze prowadzone przez muzeum: 
- Wały Śląskie[3]
- Zamek Szprotawski[4]
- Gród Chrobry w Szprotawie
- Bitwa pod Przemkowem 1015
- Białe plamy Borów Dolnośląskich
- Podziemia Szprotawy
- Flins
- Krzyż pokutny w Lubiechowie

W 2020 pracownicy muzeum odnaleźli kontynuację niezidentyfikowanych kamiennych budowli liniowych pod wsią Międzylesie.

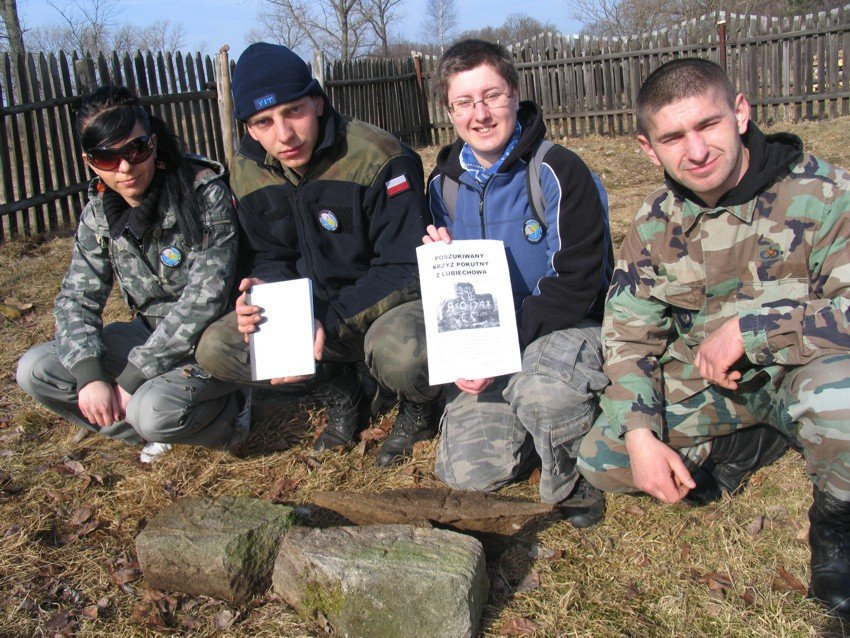
Krzyż z Lubiechowa odnaleziony przez Muzeum Ziemi Szprotawskiej w 2011